# Kville landskommun
Kville landskommun  var en kommun i Göteborgs och Bohus län 1863-1970.

## Administrativ historik
Kommunen bildades 1863 av Kville socken i Kville härad genom 1862 års kommunalförordningar.
28 juli 1888 inrättades i denna kommun Fjällbacka municipalsamhälle som senare 31 december 1964 upplöstes. 
Vid kommunreformen 1952 bildade Kville landskommun tillsammans med Bottna landskommun och Svenneby landskommun den nya storkommunen Kville. År 1971 blev området en del av den då nybildade Tanums kommun.
Kommunkoden 1952—1970 var 1434.

### Kyrklig tillhörighet
I kyrkligt hänseende tillhörde kommunen Kville församling. Den 1 januari 1952 tillkom Bottna församling och Svenneby församling.

## Kommunvapnet
Blasonering: I fält av silver ett svart träd med gröna blad uppväxande från en svart stam bildad av en fjällskura. 

### Fjällbacka municipalsamhälle
Blasonering: Sköld, delad av silver, vari en blå båt med hissade segel, och av blått, vari en merkuriestav av silver, på vardera sidan åtföljd av en stolpvis ställd fisk av silver med röd beväring (därest dylik skall komma till användning), den högra vänstervänd.
Detta vapen fastställdes av Kungl. Maj:t den 3 december 1948. Vapnet upphörde den 1 januari 1965.

Fjällbacka municipalsamhälle (1948–65)

## Geografi
Kville landskommun omfattade den 1 januari 1952 en areal av 223,00 km², varav 220,86 km² land.

### Tätorter i kommunen 1960
| Tätort      | Folkmängd |
| ----------- | --------- |
| Fjällbacka  | 568       |
| Hamburgsund | 400       |

Tätortsgraden i kommunen var den 1 november 1960 21,0 procent.

## Politik

### Mandatfördelning i valen 1938–1966
| 8 | 9 | 5 | 3 |

| 24 |

| 8 | 9 | 6 | 2 |

| 24 |

| 8 | 9 | 6 | 2 |

| 25 |

| 14 | 11 | 11 | 4 |

| 39 |

| 14 | 11 | 11 | 4 |

| 35 |

| 11 | 11 | 9 | 4 |

| 31 |

| 12 | 10 | 9 | 4 |

| 32 |

| 11 | 12 | 8 | 4 |

| 31 |